# 翁塞爾諾內

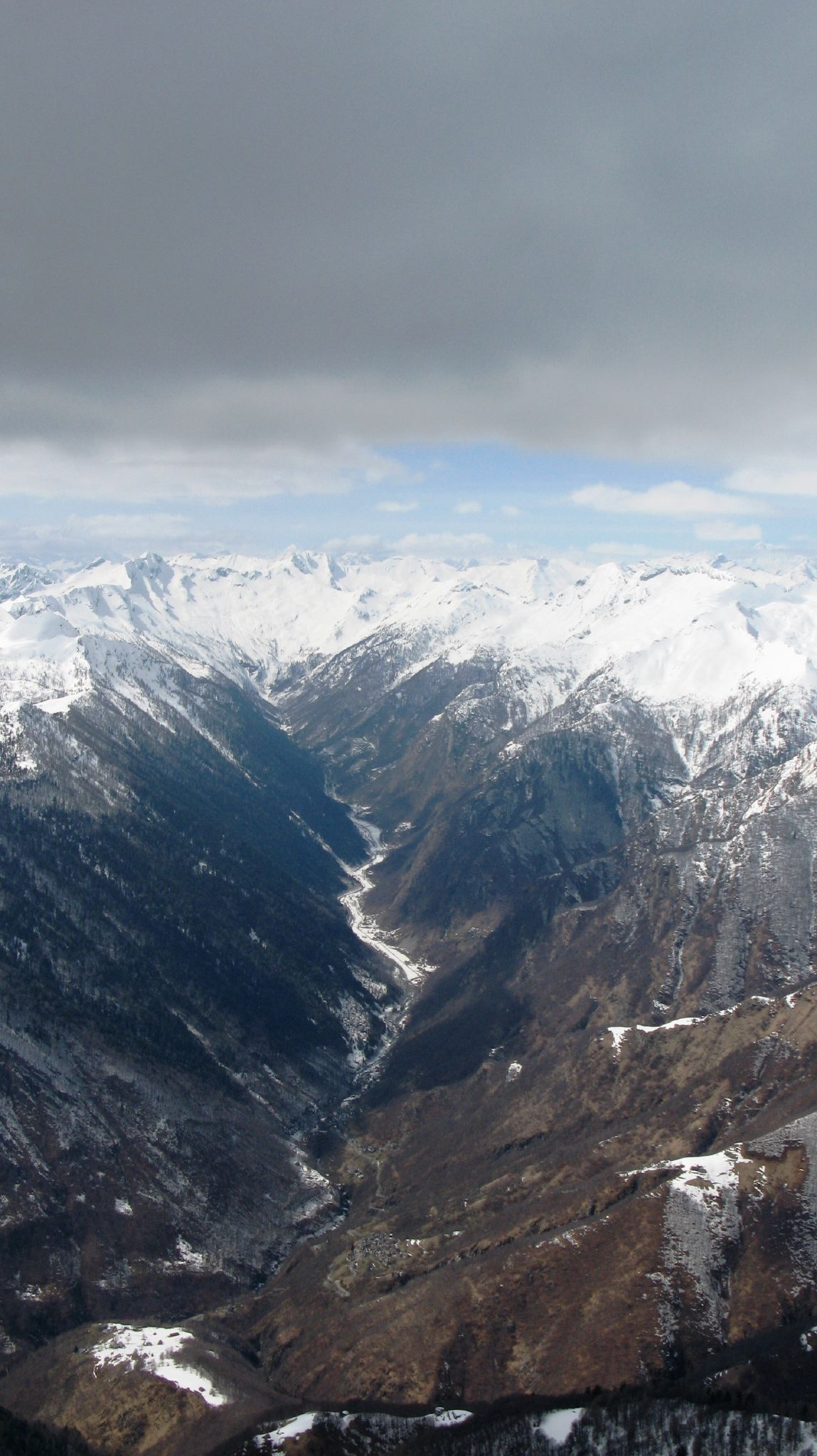

翁塞爾諾內是瑞士的城鎮，位於該國南部，由提契諾州負責管轄，面積29.86平方公里，海拔高度802米，2011年人口273，七成人口信奉羅馬天主教，人口密度每平方公里9人。